# Triplophyllum boliviense
Triplophyllum boliviense är en ormbunkeart som beskrevs av Jefferson Prado och R. C. Moran. Triplophyllum boliviense ingår i släktet Triplophyllum och familjen Tectariaceae. Inga underarter finns listade.